# Операция „Маркет Гардън“
Операция Маркет Гардън (на английски: Operation Market Garden) е настъпателна операция на американски, британски и полски войски в Нидерландия през септември 1944 г., завършила само с частичен успех. „Маркет Гардън“ е считана за най-големия въздушен десант през Втората световна война и във военната история въобще.

## Цели
Главната цел на антихитлеристките сили е да превземат мостове на територията на Нидерландия, като по този начин си осигурят плацдарм за нахлуване в Германия, заобикаляйки силно укрепената отбранителна линия „Зигфрид“. Голямата идея обаче е приключване на войната до Коледа и превземането на Германия преди настъпващата от изток Червена армия.

## Предистория
За антихитлеристите месец август 1944 година се оказва добър. След първоначалния неуспех на пробива при десанта в Нормандия, в края на август генерал Джордж Патън и неговата 3-та армия си пробива път на изток от Нормандия. Британците и канадците настъпват към град Фалез, Франция, който е превзет на 16 август. На същия ден е открит и нов фронт, започнал с десанта на 6-а американска армия в Южна Франция. Седем дивизии настъпват на север, а на 21 август част от германските войски, отстъпващи от Нормандия, са обкръжени в т. нар. „Фалезки чувал“. На 25 август 1944 година е освободен Париж. В началото на септември германските сили отстъпват организирано по целия фронт. Три групи армии на съюзниците напредват през Франция и Белгия към германските граници. Настъплението обаче е забавено от логистични проблеми, които водят до недостиг на продоволствие, боеприпаси и гориво.
Съюзническите войски са изправени пред силно укрепената линия „Зигфрид“, която се простира от Швейцария на юг до индустриалния район Рур на север. Линията е силно укрепена, разполага с противотанкови, зенитни и противопехотни съоръжения и защитници, които вече не са агресори, а защитават родината си. Освен превземането на „Зигфрид“ антихитлеристите трябва да прекосят и естествената бариера – река Рейн. Върховният командващ на съюзническите експедиционни сили Дуайт Айзенхауер се опасява, че фронтално настъпление през тези препятствия ще струва много жертви и време. По същата причина много западни генерали са против пряк щурм срещу Германия. Надделява мнението да се заобиколи „Зигфрид“, вместо да се атакува. Фелдмаршал Бърнард Монтгомъри е убеден, че съюзниците ще успеят да изненадат германците като минат от Белгия през Нидерландия и свърнат на югоизток.
На 4 септември Адолф Хитлер вади от запаса за втори път фелдмаршал Герд фон Рундщет и той поема германските сили на Западния фронт. Фон Рундщет знае, че в Нормандия са загубени 40 от общо 50 немски дивизии и че оцелелите не са в добра бойна форма. Германското командване доставя резервни войски, а и фон Рундщет разполага и с части от СС, чиято боеспособност е известна и на германците, и на съюзниците.

## Разработка и планиране
„Маркет Гардън“ е дръзка операция. Планът на Монтгомъри изисква мащабна операция, включваща едновременно настъпление на въздушните и сухопътните войски.
Въпреки че този план може би е свързан с по-малко евентуално дадени жертви, отколкото фронтална атака срещу линията „Зигфрид“, мнозина от военачалниците са притеснени относно зададените на парашутистите цели.
Монтгомъри иска настъпление на неговата 21-ва Група армии срещу Германия. Идеята е: 1-ва канадска армия да напредне на североизток покрай Ламанша, а 2-ра британска армия да навлезе от Белгия в Нидерландия, да свърне на изток и да навлезе в Германия. За целта първо трябва да се овладеят четири стратегически моста, по пътя от нидерландската граница към залива Зюдерзе. Два от тези мостове са в района на град Айндховен, други два са до градовете Граве и Неймеген. Най-важният за овладяване мост се намира най-северно, до град Арнем.
Завладяването на моста до Арнем е поверено на 1-ва британска въздушнодесантна дивизия и на новосформираната 1-ва антихитлеристка въздушнодесантна дивизия. Монтгомъри иска да ги разположи на три ключови места по пътя на настъплението, на територията на Нидерландия, като в същото време от юг ще настъпят сухопътните части.
Разработката включва две направления на атаката:
- МАРКЕТ: въздушнопреносима 1-ва въздушнодесантна армия завзема мостовете и плацдарм, под тактическото командване на генерал Фредерик Браунинг
- ГАРДЪН: сухопътни сили на британската 2-ра армия напредва на север заедно с 30-и корпус, под командването на генерал Браян Хорокс.

Основният замисъл на фелдмаршал Монтгомъри е:
- 1-ва въздушнодесантна армия, 1-ва британска въздушнодесантна дивизия, 82-ра американска въздушнодесантна дивизия, 101-ва американска въздушнодесантна дивизия и полска парашутна бригада под командването на генерал Браунинг ще извърши десант на 17 септември 1944 г., с цел завземане на мостовете по реките;
- Парашутистите, удържайки евентуални атаки на немците, задържат завзетите позиции, до пристигане на антихитлеристките сухопътни сили – 2-ра британска армия (8, 12 и 30 корпус), в района на градовете Айндховен – Граве – Неймеген – Арнем, като задачата е възложена за изпълнение на генерал Демпси.

Въздушнодесантни единици трябва да се спуснат на следните места:
- 1-ва британска въздушнодесантна дивизия и полската парашутна бригада около град Арнем;
- 82-ра американска въздушнодесантна дивизия около град Неймеген;
- Американската 101-ва въздушнодесантна дивизия до град Граве и до град Айндховен.
- В подсигурения от десантчиците коридор, трябва да навлязат: 2-ра британска армия с 8-и и 30-и корпус и 2-ра британска армия. След това 2-ра британска армия е трябвало да свие на изток и да предприеме настъпление по линията Хам – Мюнстер – Оснабрюк – Рейн, и да навлезе от север в индустриалната област Рур.

## Командване на Съюзниците
- Монтгомъри решава първия удар на операцията да води най-верният му човек, като за целта поверява командването на 30-и на героя от битките в Египет от края на 1942 година – генерал-лейтенант Брайън Хорокс – изключително популярен и обичан сред британските войници (наричат го с прякора „Джорокс“). По време на десанта през юни 1944 г. обаче Хорокс е ранен, и не е съвсем възстановен преди началото на кампанията.
- Командването на десантчиците е поверено на генерал-лейтенант Луис Бреретън. За действащ командир обаче е определен неговият заместник, който води 1-ви британски корпус.
- Генерал-лейтенант Фредерик Браунинг е силен привърженик на военновъздушните десанти. През септември 1944 година най-сетне може да осъществи идеите си. От цялата офанзива в Западна Европа през лятото на 1944 година, те играят стратегическа роля само в операция „Маркет Гардън“.
- Подчинени на генерал Браунинг са генерал-майор Максуел Тейлър от американските войски, командващ 101-ва въздушно-десантна дивизия и бригаден генерал Джеймс Гавин, който е начело на 82-ра дивизия. Те трябва да отговарят за овладяването на ключовите цели по пътя към Арнем, щом войските им стъпят на земята.

- Генерал Брайън Хорокс
- Генерал Максуел Тейлър
- Генерал Джеймс Гавин
- Генерал Луис Бреретън
- Генерал-майор Станислав Сосабовски.
- Генерал Фредерик Браунинг
- Подполковник Джон Фрост

- Най-тежка е задачата за овладяването на моста при Арнем. Атаката е планирано да бъде осъществена от 1-ви въздушнодесантен корпус на генерал Браунинг, под чието командване са и полските парашутисти на генерал-майор Станислав Сосабовски. Сосабовски открито изказва съмнения относно успеха и смисъла на операцията. Още повече че самолетите са малко и неговата бригада ще пристигне в Арнем чак на третия ден, оставяйки първата вълна десантчици сами да се справят с атаките на противника. Едно от опасенията му е, че времето през тази част на годината е много динамично и още едно забавяне би било фатално. Той е убеден, че щом десантите са раздалечени във времето, първата вълна ще понесе голяма тежест и при неуспех срещу германците, втората вълна парашутисти биха били просто подвижни цели.
- Взема се решение първата вълна от парашутисти да бъде водена от генерал-майор Робърт Ъркърт. 47-годишният генерал е известен от тежките боеве в Италия и е притеснен за операцията. Той поема дивизията едва преди дни и на 17 септември трябва да направи първия парашутен скок в живота си. Неговите притеснения са относно голямото разстояние между зоната на приземяване и моста при Арнем (около 12 километра) и в това, че втората вълна от три батальона ще дойде на помощ едва след три дни.
- Във втората вълна е и 2-ри батальон от парашутния полк, за който след битката при Арнем по-късно се разказват легенди. Легендарен става и командирът на полка подполковник Джон Фрост, който за разлика от Ъркърт е опитен парашутист. Той е в батальона от създаването му през 1941 година и участва в нападението на германски радар в западна Франция, участва и в десанта в Сицилия, Италия.

В операцията ще участват общо: 34 600 войници (14 589 десантчици ще бъдат доставени на бойното поле с безмоторни самолети, а 20 011 ще бъдат спуснати с парашути). Безмоторниците ще доставят още следното военно оборудване: 1736 джипа и бронирани коли, 263 артилерийски установки, 3342 тона муниции и друго оборудване за парашутистите.

## Разположение и численост на германските сили
Планът на Монтгомъри е готов, но армията очаква силен отпор от германците, чиито сили, въпреки загубите във Франция, все още са боеспособни.
В края на август, доскорошното военно страшилище Германия е отслабена от тежките боеве, които води с Червената армия на Източния фронт, търпейки тежки загуби, и от втория фронт, който през юни отварят антихитлеристите в Западна Европа.
До септември 1944 година армиите от командване „Запад“ на Вермахта сформират нови сухопътни дивизии от бивши моряци и пилоти, командвани от генерала от Луфтвафе Курт Щудент. Въпреки че изпитва ужас от настъплението на СССР, Адолф Хитлер взима решение да изтегли някои части от „Източния фронт“ и да ги предислоцира на границата с Франция и в Нидерландия. В краен случай, Хитлер е готов да вкара в бой и базираните в Германия части от резерва, ако антихитлеристите навлязат в Нидерландия.
- Генерал Курт Щудент

Германските командири, спечелили през дългите военни години доверието на бойците, успяват с неимоверни усилия да поддържат морала на армията. В град Остербек на запад от Арнем, фелдмаршал Валтер Модел разполага щаба на своята Група армии „Б“. В нея влизат 1-ва парашутна армия, базирана до Вуут, и 15-а армия, разположена на запад. Модел разполага с батальони и в района на Арнем, включително два „СС“ батальона. Фелдмаршалът знае, че истинските германски сили се намират на запад и на изток от неговия район. Това са страховитите 9-а и 10-а „СС“ танкови дивизии. Тези елитни части формират 2-ри „СС“ танков корпус, който успява да се изтегли от Франция, след решението на Хитлер за отстъпление. Тези две мощни дивизии ще затруднят най-много антихитлеристите по време на боевете при Арнем.

## Начало на операцията
На 10 септември 1944 г. британска част превзема мост на канала между реките Маас и Еско, на белгийско-нидерландската граница. По-късно мостът става известен като „Мостът на Джо“. От там на 17 септември ще започне антихитлеристката офанзива. Поверена е на 30-и британски корпус с авангард бронетанковата дивизия. От двете страни на 30-и корпус са 8 и 12-а дивизии. Те ще проведат поддържащо настъпление през Нидерландия. За успеха на операция „Гардън“ е жизненоважно настъпването на 30-и корпус по пътя до Арнем. 1-ва въздушнодесантна дивизия трябва да превземе стратегическите мостове по пътя, запазвайки ги в цялост на всяка цена.
Край град Айндховен е 101-ва американска въздушнодесантна дивизия, а 82-ра трябва да превземе мостовете до градовете Граве и Неймеген. За 1-ва британска въздушнодесантна остава мостът на Долен Рейн при Арнем, подкрепена от полските парашутисти на генерал Сосабовски.
В съботната вечер на 16 септември 200 бомбардировачи „Ланкастър“ и 23 Москито хвърлят 890 тона бомби над 4 летища за изтребители в Северна Нидерландия, едното от които е за реактивните изтребители Ме 262. На следващата сутрин 822 „Летящи крепости“, 139 „Ланкастъри“, 161 „Мустанг“ и 20 „Москито“ атакуват множество противовъздушни позиции намиращи се на пътя на десанта. Последвани са от 1051 транспортни самолета „Дакота“ и 506 водещи самолети с прикачени глайдери или общо 2083 самолета. Те са охранявани от 371 британски изтребители „Спитфайър“, „Темпест“ и „Москито“ и още 548 американски „Тъндърболт“, „P-38 Лайтнинг“ и „Мустанг“.
Впечатляващата гледка от над 2000 самолета карат хората от крайбрежните райони на Англия, да излязат в неделната утрин за невероятното зрелище. Самолетите излитат от 22 летища и оформят две колони с дължина над 20 и широчина 5 километра. Те пренасят над 20 000 бойци и товара на 1-ва антихитлеристка въздушнодесантната армия.
Загубите в началото на десанта възлизат на 68 самолета (включително 2 изтребителя на Кралските военновъздушни сили и 18 изтребителя от Американските военновъздушни сили) и 71 глайдера.
Поставената на бойците цел е да осигурят преправи (места за преминаване) по 100-километровия коридор в Нидерландия. При успех ще открият пътя за сухопътните войски разположени в Белгия. При успех ще влязат в Германия от север на линията „Зигфрид“, но всички командващи знаят, че след приземяването на десантчиците, задачата няма да е никак лесна. По-късно наистина се оказва, че най-тежките боеве се водят от Първа парашутна армия. Целта им е най-северната част на района на настъплението. Те трябва да овладеят един-единствен мост близо до неголям град. Така нареченият „мост при Арнем“ по-късно ще символизира цялата операция.

### Ден 1: неделя, 17 септември 1944
В утрото на 17 септември 1944 г. фелдмаршал Монтгомъри очаква известия за развитието на операцията. Планът крие много рискове и Монтгомъри го знае. Успехът на операцията зависи от бързината и изненадата, но антихитлеристките военачалници не знаят с какви сили разполагат немците в Нидерландия, нито броя и разположението на зенитните установки. По-късно в хода на операцията тези неизвестни имат тежки последици за антихитлеристите.
Десантчиците са принудени да скочат на около 13 километра от целта. Това отнема момента на изненадата и особено бързината. Освен това и поради наличието на малко транспортни и безмоторни самолети, десантът е стоварен в продължение на три дни, като последни са полските парашутисти.
Около обяд нидерландското население изумено гледа как небето над страната им е осеяно с множество самолети и парашутисти. Те отдавна копнеят за този момент. Родината им най-сетне ще бъде освободена след 4 години на окупация.
Три дивизии се приземяват по пътя от белгийската граница към град Арнем и десантчиците тръгват към целите си веднага след стъпването на земята. Американската 101-ва въздушнодесантна дивизия трябва да овладее два моста край град Айндховен и да форсира канала Вилелмина при град Сон. 82-ра дивизия трябва да овладее още два моста на север, единият от които е пътният мост при град Неймеген.
В ранния следобед, сухопътните части откриват артилерийски огън от позициите си до „Мостът на Джо“, близо до белгийската граница. Скоро след това на север напредват части от 30 бронетанков корпус на генерал Брайън Хорокс.
В същото време, главнокомандващият на Група армии „Б“, фелдмаршал Валтер Модел, обядва в хотел в село Остербек, Нидерландия. Когато неговите офицери му докладват за съюзническия десант, само на 3 километра от щаба му, Модел веднага напуска Остербек и мести щаба си на изток. В района на десанта се намира и един СС-батальон, командван от майор Сеп Крафт. Той веднага предприема мерки да спре атакуващите сили на антихитлеристите. Под командването на Модел е и Първа парашутна армия, дислоцирана малко по̀ на юг. Лидерът ѝ, генерал Курт Щудент, трябва да отблъсне антихитлеристките войски до град Айндховен. Германските части разположени в Нидерландия са приведени в пълна бойна готовност, а командващият фелдмаршал Рундщет иска спешно подкрепления от Берлин. Изненаданият от офанзивата Адолф Хитлер склонява да изпрати подкрепления.
Германците хвърлят всички сили, за да спрат настъплението.
Фелдмаршал Модел знае, че разполага със значителни сили в резерв и веднага след като разбира за десанта, отива в щаба на генерал Вилхелм Битрих, разположен североизточно от град Арнем със своята 2-ра СС танкова армия. Въпреки че нидерландската съпротива и разузнаването на антихитлеристите предупреждава, че в района има бронирани войски, докладът не е взет под внимание.
Първа въздушнопреносима дивизия се приземява без сериозни инциденти на определеното място, но проблемите започват почти веднага, главно заради слаби места в плана. Само половината от дивизията е пристигнала с първата вълна. Още по-лошо е, че за превземането на моста тръгва половината от тази половина, като другата остава, за да подсигури плацдарм за пристигането на втората вълна, очаквана по-късно през деня. Според плана, британците като челен отряд, снабден с джипове и картечници „Викърс“, напредват към Арнем и задържат позиции в близост до моста, до пристигането на основните сили (2 дни).
В същото време силите на генерал Битрих са вдигнати на крак. 10-а дивизия е изпратена да отблъсне десанта при Неймеген, а 9-а да подпомогне защитата при Арнем. В годините на Втората световна война, германската армия изработва съвършена тактика за прехвърлянето на военни части от една позиция на друга. И тук техните сили са много добре организирани и още в първия ден става ясно за британците, че операцията няма да протече никак леко. Германците взривяват на юг моста при Сон, спирайки по този начин напредването на американската 101-ва въздушнопреносима дивизия, която спира, за да изчака пристигането на 30-и корпус с техните понтонни мостове. На авангарда, бронираните сили на 30-и корпус, е наредено да спрат офанзивата вечерта на първия ден от десанта. Те са изминали само 16 километра до Валкенсваарт. Германците взривяват още два малки моста на север, спирайки по този начин настъплението и на 82-ра американска дивизия към моста до Неймеген. Мостът при Неймеген също е приготвен за взривяване, но фелдмаршал Модел забранява да се разрушава, заради евентуално германско контранастъпление.
Още в първия ден на антихитлеристкото командване става ясно, че немците не само нямат намерение да отстъпват, но разполагат и със сериозни сили в района. Освен това и късметът е на тяхна страна. В следобеда на 17 септември, офицер от щаба на генерал Щудент проверява един от свалените безмоторници на антихитлеристите. Сред множеството трупове откриват планшет с пълния план на операция „Маркет Гардън“. Изненадата вече не е на страната на атакуващите сили. Залавянето на плановете се отразява най-тежко на британските сили при Арнем, тъй като разкрива на немците и мероприятията, които включва планът.

### Ден 2: понеделник, 18 септември 1944
Британските части нямат и комуникация с останалите части. Поради отдалечеността на зоната на кацане (около 13 км), дивизионните радиостанции не могат да се свържат (имат обхват 8 километра), а други изобщо не успяват да сработят. Това не би било фатално, ако в първия ден на десанта бяха свалени повече бойци. Само 3 батальона от 1-ва десантна бригада потеглят към град Арнем на 17 септември. 1-ва десантна бригада подсигурява зоната за кацане.
1-ви батальон заобикаля село Остербек от север, 3-ти батальон минава през града, минавайки покрай хотел „Хартенщайн“ – бившия щаб на фелдмаршал Валтер Модел, който става щаб на генерал Рой Ъркърт. На юг 2-ри батальон напредва уверено край северния бряг на Долен Рейн. До вечерта британците от 1-ви и 3-ти батальон влизат в сражение с добре въоръжения и опитен противник на генерал Курт Щудент, близо до Остербек. Започват улични сражения. Въпреки усилията на британците, батальоните не успяват да пробият към Арнем.
Само 2-ри батальон, под командването на подполковник Джон Фрост, успява да стигне по крайречния път до моста при град Арнем. Въпреки че Фрост е изключително опитен парашутист, той не успява да попречи на германците да взривят два моста на Долен Рейн. Към 20 ч. Фрост стига до северния край на моста при Арнем, започвайки да се подготвят за битка. В същото време 10-а танкова дивизия опитва да извърши пробив от север. Фрост и неговите бойци опитват да отбият атаките на немците с помощта на противотанкови оръдия. До полунощ британците от 2-ри батальон успяват да овладеят рубеж северно от моста на Арнем. Превземането на моста е осуетено от танковите сили на СС, които генерал Битрих е разположил на юг. В края на първия ден от десанта, Фрост очаква обещаните му подкрепления. Те могат да дойдат от парашутистите намиращи се на север или сухопътните съединения на юг.
Фелдмаршал Монтгомъри се свързва с командващия на британския главен щаб, уверявайки го, че сухопътните части от 30-и корпус ще бъдат при Арнем в края на втория ден от десанта. Всъщност частите на генерал Хорокс са стигнали само до град Сон. Те все още са на 78 километра южно от моста при Арнем. Настъплението се осъществява изключително трудно по пътя към Арнем. 30-и корпус трябва да транспортира около 23 000 машини на север. Натовареният трафик забавя придвижването на частите. Настъплението на 8-и и 12-и корпуси по фланга става още по-трудно и бавно. Командирите на части негодуват срещу забавянето, като американците са бесни от факта, че британските сили не се възползват от успеха на техните десантчици.
И американските десантчици действат експедитивно. На втория ден, частите от два батальона на 508-и американски полк правят няколко опита да овладеят моста при Неймеген. Опитите са отблъснати. Генерал Гавин започва да се съмнява дали британските подкрепления ще пристигнат изобщо. Утеха е единствено, че и немските части нямат подкрепления. Английските сили, разположени при Арнем, карат германските подкрепления да пресекат канала източно от Арнем.
Радиостанциите на Фрост най-сетне сработват, и той вика части, снабдени с гаубици, които му помагат да удържи позициите си. Въпреки тази помощ, полковник Фрост и неговите 500 бойци се нуждаят от спешна подкрепа. Въпреки опитите на 1-ва армия да достигне позициите им, 2-ри батальон остава в изолация край моста на 18 септември.
В същия ден, из улиците на Арнем и Остербек се водят тежки улични боеве. И двете страни имат на разположение тежки картечници и минохвъргачки, но за разлика от англичаните германците имат безценно предимство, разполагайки с тежка артилерия и танкове.
На 18 септември германците подлагат британските десантчици на ожесточен обстрел със своите 75 мм оръдия на танковете Панцер IV. Германците очакват още подкрепления от танкове Панцер IV. За разлика от немските бронирани части, антихитлеристките танкове „Кромуел“ и „Шърман“ се намират все още на около 70 километра от целта.
В боевете за Арнем и Остербек, британските части от 1-ви и 3-ти батальон дават огромен брой жертви. Те не успяват да се придвижат до другарите си при моста на Арнем, обричайки по този начин операцията на неуспех. Нещата не вървят добре за антихитлеристите.
Опитвайки да достигнат до другите британски части, генерал Ъркърт и неговият помощник Латбъри, попадат в капан, опитвайки се да се скрият на тавана на една къща, пред която спира германски танк. В продължение на часове двамата не могат да напуснат тавана на къщата и да се присъединят към своите части.
Пип Хикс е командир на 1-ва въздушнодесантна бригада. Тя включва в себе си 3 батальона, приземили се в първия ден на десанта. Хикс праща голяма част от своите бойци към моста на Арнем, за да помогнат на Фрост, но навсякъде цари пълно объркване. Става ясен рискът от стоварването на десант в период от няколко дни. Хикс знае, че 4-та британска бригада излита от Англия в 6 часа на 18 септември, но поради мъглата на острова те се забавят повече от 4 часа. Когато самолетите, които ги превозват, се появяват над Нидерландия, немците вече ги очакват, насочили всичките си зенитни оръдия към тях. Още в първите минути немците свалят около 20 машини (предимно изтребители) от конвоя. Въпреки това хората на Хакет тръгват към Остербек. Много малка част от тях достигат до британските сили до моста на Арнем, където 2-ри батальон се държи, въпреки смазващия обстрел.
В края на втория ден от десанта частите на 2-ри батальон са в критично положение. Къщите и мазетата са пълни с ранени и мъртви бойци. Боеприпасите и провизиите са на привършване. В края на третия ден положението им става безнадеждно.

### Ден 3: вторник, 19 септември 1944
На третия ден от десанта, от 36 часа се водят сражения сред руините на градовете Остербек и Арнем. Времето в Англия е дъждовно през целия ден, а сутринта има и мъгла. Насрочената трета вълна от планираните подкрепления е отложена за ранния следобед, но дори тогава излитат само част от тях. На борда на 385 глайдера излитат 327-а въздушнопреносима пехота заедно с артилерията на 101-ва въздушнодесантна дивизия. От тях 189 не достигат назначенията си, част от тях са свалени, а останалите се връщат в Англия. За промените в графиците за излитанията не е предупредена 2-ра тактическа авиогрупа и самолетите летят без охрана. Изтребителите на Луфтвафе правят 125 излитания и свалят 43 антихитлеристки самолета и 73 глайдера. Грешката в идеята за десант, извършен в няколко дни, излиза наяве. Полските части на генерал Сосабовски не могат да излетят към Нидерландия, поради неспирния дъжд над Англия и Ламанша. По-късно през деня все пак излитат 35 полски планера, към зона на десант северозападно от село Остербек. По план, антихитлеристите трябва да са завзели района до третия ден, но когато поляците се приземяват, те се оказват в центъра на бойните действия.
В утрото на 19 септември над Арнем е паднала мъгла. 1-ва парашутна бригада атакува на изток по протежението на Долен Рейн, а 4-та парашутна бригада атакува на североизток по посока на височините. Когато мъглата се вдига, 1-ва парашутна бригада попада под кръстосан огън. От една страна 20 мм многоцевни противовъздушни картечници, а от другата СС бойна група Спиндлер. От 1-ви батальон се измъкват невредими едва 40 войника, а от 3-ти батальон – 116.
Утрото край моста в Арнем започва с въздушно нападение от страна на германците, последвано от обстрел с минохвъргачки и артилерия. Фрост остава само с 250 войника, които не са ранени, разположени в десет къщи от 18 първоначално окупирани. Германците продължават с обстрела, но при всеки опит да атакуват биват отблъснати. Фрост продължава да отказва на предложенията да се предаде.
Атаката на Хакет в посока североизток е подкрепена от 7-и батальон на 1-ва въздушнопреносима бригада. По-късно под обстрела на СС бойна група Крафт и заплашен от други части от запад той започва да се изтегля. В този момент пристигат поляците. Опитът на Ъркърт да ги предупреди е неуспешен и те се оказват между британските и германските части. Само неколцина войници с 2 противотанкови оръдия успяват да се спасят. До края на деня трите батальона под командване на Хакет остават с приблизително по 250 войника всеки.
През това време остатъците от 2-ри батальон се прегрупират около северната част на моста.
Атаката през града на 11-и батальон от въздушнодесантния полк и 2-ри батальон от Южен Стафордшир също няма особен успех. Броят на боеспособните намалява съответно на 150 и 200 войника по време на боевете през този ден. Те успяват да изтласкат германците достатъчно, за да може генерал Ъркърт най-сетне да се измъкне от капана, в който са попаднали с неговия помощник, и се завръщат в щаба си в хотел „Хартенщайн“. Най-сетне частите на 30-и корпус напредват, и в ранното утро авангардът от танкове преминава по екстремно бързо изграден понтонен (щурмови) мост край град Сон, отправяйки се с пълна скорост на север към обсадените си другари. До вечерта силите на генерал Хорокс изминават 57 километра, съединявайки се с 82-ра дивизия на генерал Гавин, южно от Неймеген. Поради закъснението на 325-а въздушнопреносима пехота Гавин организира 450 от своите пилоти на глайдери в импровизиран батальон. Генералите незабавно решават да започнат атака на моста до града. Частите от 1-ва парашутна армия на генерал Курт Щудент обаче се държат.
На 17 километра на север се държат и британците от 2-ри батальон.
Източно от Сон пристига 107-а танкова бригада, за планираната от Щудент атака с 59-а пехотна дивизия срещу 101-ва въздушнодесантна дивизия и 8-а бронетанкова бригада. 107-а танкова бригада първоначално атакува самостоятелно и почти прегазва щаба на 101-ва, преди Тайлър да организира ефективна защита. В същото време пристигат 196 глайдера с половината от очакваната артилерия и 1341 от очакваните 2310 войници.
До края на деня 53-та дивизия от 12-и корпус достига пътя Търнхаут-Айндховен, а 7-а бронетанкова дивизия превзема предмостие при Арт. 3-та дивизия от 8-и корпус почти достигат град Верт, а 11-а бронетанкова дивизия преминава през Хелмонд и доближава Айндховен от югоизток.

### Ден 4: сряда, 20 септември 1944
През четвъртия ден на десанта дъждът и мъглата в Англия отново попречват на излитането на поляците и 325-а въздушнопреносима дивизия. Единствените полети през този ден са с цел осигуряване на припаси.
В началото на четвъртия ден от операцията, антихитлеристките лидери все още имат надежда, че офанзивата ще успее. Въпреки критичното си положение, 2-ри батальон се държи, отблъсквайки германските сили с помощта на 75-мм оръдия, с които разполагат. Германците продължават с артилерийски обстрел срещу къщите, окупирани от британците. По обяд полковник Фрост е ранен при обстрел с минохвъргачки. Той предава командването на майор Фреди Гоф. Остатъците от 2-ри батальон не могат да продължат дълго без подкрепления. Германците продължават да атакуват, няколко танка Тигър преминават моста, но никой друг не успява да ги последва. В 21:00 часа е договорено примирие, което позволява на германците да се погрижат за над 200 ранени от двете страни, включително и Фрост.
Генерал Ъркърт събира части от 1-ва парашутна дивизия близо до Остербек, с идеята да се отправи към моста на Арнем, но се отказва след анализ на обстановката. Той организира защитата си и разполага щаба си близо до река Долен Рейн.
Некоординирани германски атаки се провеждат по целия британски периметър в Остербек. Скоро след изгрев бойна група фон Тетау и СС бойна група Крафт правят опит да пробият защитата, но атаката им е отблъсната. Нито една от страните не е достатъчно силна, боевете постепенно затихват и се превръщат в престрелка между снайперисти и обстрел с минохвъргачки. В средата на деня британците се изтеглят леко, за да позволят на германците да заемат няколко къщи и да се погрижат ранените. Това е един от няколкото случаи на сътрудничество между враждуващите страни в тази битка.
Северно от Айндховен атаките на германците продължават. Настъплението на 107-а танкова бригада е отблъснато от 101-ва въздушнодесантна дивизия подкрепена от британски бронетанкови части. През това време 30-и корпус продължава да се придвижва по пътя.
Единствената надежда за обсадените в Арнем части остава 30-и бронетанков корпус, който заедно с 82-ра дивизия атакува моста при Неймеген, съгласно плана на генерал Браунинг и неговите колеги.
Гренадирите и 504-ти американски полк ще форсират река Ваал, атакувайки железопътния мост при Неймеген. Атаката започва в 14:40 часа, веднага след като пристигат лодките. Тя е предшествана от атака на 83-та тактическа авиогрупа, 10-минутен артилерийски бараж и създаване на прикриваща димна завеса от оръдията на 30-и корпус и танковете на ирландските гвардейци. Въпреки това, главната цел е пътният мост на града, намиращ се малко по̀ на изток. Атаката на пътния мост е акция на американските и британските части, които ще атакуват моста от двете му страни.
В 15 часа бойците от 504-ти полк пускат лодките във водата. Германците ги обстрелват непрекъснато, но форсирането продължава и въпреки неизбежните жертви от тежкия обстрел и течението, половината лодки с два батальона достигат отсрещния бряг и се отправят веднага на изток към железопътния мост. В разгорялото се сражение американците имат надмощие. На северния край на моста е издигнато американското знаме. Това става с цената на 107 загинали, от германска страна те са поне 417. Частите се насочват към пътния мост, а другарите им от 504-ти полк напредват през Неймеген. Към тях се присъединяват и бронираните части на 30-и корпус.
В 19 часа обединените сили достигат северния край на моста. Те напредват по моста към другарите си на северния бряг. Мостът е зареден с експлозиви, поставени от германските войски. Въпреки опасността от преминаването на антихитлеристките войски по моста, фелдмаршал Модел не разрешава да се взриви мостът, предполагайки последвала германска контраофанзива, за което мостът ще е жизнено необходим. Немците започват да губят битката и бригадир Хармел нарежда мостът да бъде взривен при преминаването на първия антихитлеристки танк по моста, но експлозивите така и не се взривяват. Пътят към Арнем е отворен. Възможност да помогнат на 2-ри батальон вече няма. Танкистите от 30-и корпус спират поради умора и липса на пехота.
При височините край Грусбек германският корпус Фелдт атакува след изгрев. В нея участват 506-а дивизия Ландесшютцен разположена на север и новопристигналият 2-ри парашутен корпус разположен на юг. До средата на деня 82-ра въздушнодесантна дивизия разбира, че в атаката участват две парашутни дивизии и предупреждава Гавин. В началото 2-ри парашутен корпус постига значителен успех и до вечерта почти достигат моста при Хоймен. Така заплашват да отрежат пътя на 82-ра въздушнодесантна дивизия, но контраатака на 508-а парашутна пехота и гвардейците от Колдстрийм постепенно възвръща загубените позиции.

### Ден 5: четвъртък, 21 септември 1944
Сутринта на този ден фелдмаршал Модел издава нови заповеди. Нарежда на корпус Фелдт да задържи позициите си, който е изтощен от атаката срещу височините край Грусбек. Попадането на моста при Неймеген в ръцете на антихитлеристите обезсмисля други действия. Модел поставя всички части намиращи се на север от Елст под командването на 2-ри СС танков корпус, чиято цел е да прочистят Арнем и да възпират противника идващ от Неймеген. 1-ва парашутна армия под командването на Щудент трябва да организира атака от две страни, с 88-и и 86-и корпус, срещу антихитлеристите придвижващи се по пътя.
Едва около обяд на четвъртия ден от десанта, уелсците и северноирландците тръгват към Арнем, но тогава вече е късно. В 9:00 часа започват последните бойни действия. Германците предприемат финален щурм срещу изтощените британци. Прочистват къща по къща. Немските части са предпазливи. Използвайки танкове, огнехвъргачки и артилерия те принуждават британците да се предадат. В 12:00 часа бойна група Кнаус пресича моста. Въпреки невероятната си издръжливост, за бойците от 2-ри батальон войната свършва. Те се бият в продължение на 88 часа без почивка, а в последните 12 остават без храна и вода. Мнозина загиват, останалите са взети в плен.
След разгрома на 2-ри батальон, немските части се насочват по посока на настъпващите антихитлеристи. Задачата им е да отбраняват последните 15 километра между Неймеген и Арнем. Бронетанковите подразделения не успяват да пробият защитата цял ден, въпреки че разчитат на тежка артилерия. Заради тежката артилерия районът става известен сред антихитлеристките войски с наименованието – „Остербекски казан“. И други места в района придобиват наименования: пътят към Арнем е наречен „Пътя към ада“, поради факта, че германците атакуват антихитлеристите от двете страни на пътя.
За частите на генерал Ъркърт денят също не започва добре. Атака на бойна група фон Тетау изтласква 1-ви батальон от хълма Вестербоинг. Британците успяват да удържат позициите си, разчитайки на подкрепления от юг. Хълмът дава на германците добра позиция за обстрел срещу всеки опит за преминаване на реката.
След като са освободени от боевете при Неймеген, 82-ра въздушнодесантна дивизия заедно с 504-та и 508-а въздушнопреносима пехота изтласкват корпус Фелдт от възвишенията и организират солидна защита.
Следобед генерал Ъркърт успява да осъществи радио контакт с 30-и корпус. Това му позволява да извиква артилерийска поддръжка от цялата артилерия на корпуса. В отговор на това Модел нарежда да бъдат транспортирани военни части и екипировка за боеве в градски условия. Получава и обещание да бъде изпратен 506-и тежкотанков батальон, който е получил 45 от внушителните Кралски тигри.
На всичко отгоре командирите се изпокарват. Американците смятат, че британските сили се бавят много в настъплението си от север.
Единствената добра новина от 21 септември е, че в следобедните часове времето над Англия се оправя и полските части най-после ще се включат в сраженията около Остербек. В 17 часа генерал Сосабовски заедно със 750 войника, но без тежка екипировка (загубена два дни по-рано) се приземяват до града, в района на Южен Долен Рейн при град Дрил. Оберщурмбанфюрер Харцер бързо организира 2500 моряци, летци, войници от бреговата артилерия, нидерландски СС полицаи и германска пехота. Тяхната цел е да блокират пътя между поляците и моста. За да стигнат до обсадените части на 1-ва армия, поляците трябва да прекосят реката, но десантните лодки са дадени няколко дни преди това на 30-и корпус. Поляците не могат да направят нищо. На петия ден от десанта сухопътните части все още не могат да се присъединят към десантните.

### Ден 6: петък, 22 септември 1944
В 9 часа генерал Щудент атакува Пътя към ада в незащитения участък между Уден и Граве от две страни. Бойна група Хубер (част от 59-а пехотна дивизия) атакува от запад, а бойна група Валтер (в този момент основно 107-а танкова бригада) от изток. Те разделят на две 69-а бригада от британската 50-а дивизия, която е изпратена да затвори пролуката между 101-ва и 82-ра въздушнодесантни дивизии. В тяхна помощ са извършени 119 излитания на самолети Тайфун от 83-та авиогрупа на Кралските военновъздушни сили.
Генерал-майор Тейлър получава предупреждение за атаката. Той изпраща 150 войника от 506-а парашутна пехота към Уден, които пристигат минути преди германските танкове. Бойна група Хубер достига Вегел до 14 часа и започва обстрел на моста. В началото защитата на града се осъществява от втора рота на 501-ва парашутна пехота, а в края на деня броят на защитниците нараства до осем батальона след пристигането на британските и американските подкрепления. Хорокс е принуден да върне цялата 32-ра гвардейска бригада, за да бъде разчистен пътят от германците. Тези действия забавят с един ден доставката на така необходимите припаси и екипировка, сред които и екипировката за пресичане на реката.
Едва на шестия ден от десанта, части от 30-и корпус достигат полските десантни части на южния бряг на Долен Рейн, но частите нямат десантни лодки. Вечерта генерал Сосабовски нарежда реката да бъде прекосена с четири гумени лодки. Те са единственото, с което разполага. Начинанието е опасно. Течението на реката е силно, а германците се заели позиция на възвишението Вестербоинг.
Поляците обаче са готови за атака. През нощта 15 полски бойци загиват във водите на реката, но 35 парашутиста достигат до британските части от другата страна на реката. Частите на генерал Ъркърт обаче са в много тежко състояние. Годните за бой войници са само 1800, а ранените наброяват 1200. Въпреки тези обстоятелства шанс за спасение има.
Цялата идея на операция „Маркет Гардън“ се променя. Командващите разбират, че операцията е напълно провалена. Докато боевете в Нидерландия все още се водят, генерал Айзенхауер събира своите командири близо до Париж. Нужна е нова стратегия.
На 22 септември главнокомандващият обявява настъпление на всички части на антихитлеристите, разположени в северозападна Европа. На събранието на командния състав липсва фелдмаршал Монтгомъри. Той изпраща своя началник-щаб. Така в деня, в който официално се обявява провалът на операцията, човекът, който я измисля, липсва. По-късно Монтгомъри обявява, че операцията е 90% успешна, но дори и той самият е наясно, че тя е пълен провал – единственият в блестящата му кариера.

### Ден 7: събота, 23 септември 1944
На 23 септември времето се оправя, въпреки сутрешната мъгла и дъжда през нощта, и 2-ра тактическа авиогрупа проявява силна активност над Остербек. С помощта на артилерийска и въздушна поддръжка 1-ва британска въздушнодесантна дивизия успяват да удържат позиция си. За пореден път Харцер и фон Тетау не успяват да осъществят пробив. Следобед Модел посещава щаба на 2-ра СС танков корпус и дава на Битрих още 24 часа да унищожи 1-ва въздушнодесантна дивизия. Също така той променя командната структура. Всички части на запад от Маркет Гардън минават под командването на 15-а армия, а тези на изток под командването на 1-ва парашутна армия. До този защитата организирана от Модел като цяло е успешна. Германците успяват да спрат противника на 2/3 от пътя към основната му цел.
На юг германците продължават атаките срещу Вегел, 6-и парашутен полк (вече част от бойна група Чил) от запад и бойна група Валтер от изток. И двете са отблъснати. Три часа по-късно 506-а въздушнопреносима пехота подкрепена от британски танкове се свързва с 32-ра гвардейска бригада при Уден, отваряйки отново Пътя към ада.
Благодарение на доброто време от Англия излита и последната вълна от въздушнопреносими подкрепления. Тя включва 654 транспортни самолета и 490 глайдера, които са ескортирани от изтребители на 8-а авиогрупа. 82-ра въздушнодесантна дивизия получава 3385 войници от 325-и пехотен полк, който по предварителни планове е трябвало да пристигне преди четири дни. 101-ва въздушнодесантна дивизия получава 907-и полеви артилерийски батальон и останалите от 327-и пехотен полк.
1-ви батальон от 1-ва полска въздушнодесантна бригада, който не успява да се пристигне на 21 септември (завръщат се в Англия), се приземява на летище до Граве. След това те се насочват на север, за да се присъединят към своята част. Сосабовски и останалата част от бригадата получават дългоочакваните продоволствия и екипировка при Дрил и са готови да влязат в бой.
Настъплението на 30-и корпус срещу бойна СС група Фрундсбърг е забавено докато Пътя към ада е разчистен откъм юг, за да могат доставките на припаси и екипировка да пристигнат. Същия ден 130-а бригада пресича реката и се свързват с поляците при Дрил. През нощта Сосабовски изпраща 200 от своите войници през Долен Рейн, за да се присъединят към 1-ва въздушнодесантна дивизия.

### Ден 8: неделя, 24 септември 1944
На 24 септември времето се запазва добро въпреки сутрешната мъгла и 2-ра тактическа авиогрупа извършва през следобеда 22 поддържащи въздушни мисии за 1-ва британска въздушнодесантна дивизия, въпреки проблемите с идентифицирането на целите в стесняващия се „Остербекски чувал“.
Благодарение на артилерийската поддръжка, осигурявана от 30-и корпус и собствените си боеви способности, те успяват да задържат периметъра. Войниците на Ъркърт са изправени пред съдбата споходила Фрост: изтощение и липса на амуниции. В 15 часа се сключва медицинско примирие между 1-ва британска въздушнодесантна дивизия и 2-ри танков „СС“ корпус. 700 ранени са прехвърлени при германците, последвани от 500 на следващия ден, което оставя Ъркърт с 1800 войника, организирани на малки групи.
През този ден германците получават подкрепление в лицето на „кралски тигри“ от 506-и тежкотанков батальон. Две роти (30 танка) са изпратени на бойна група Фрундсбърг близо до Елст, а една рота на изток от Остербек. Това допълнително затруднява настъплението на 30-и корпус. Единственият успех през този ден е превземането на Бемел от 69-а бригада и уелските гвардейци.
Генерал-фелдмаршал Рундщет предлага германските сили в Нидерландия да се изтеглят до река Маас през заплахата от настъпление на 2-ра британска армия. Хитлер настоява за подновяване на атаките срещу Неймеген и Вегел. Модел се възползва от това като изисква още подкрепления, включително цялата 363-та гренадирска дивизия, която не пристига до края на битката.
След мръкване е подновена атаката над Пътя на ада от бойна група Чил, в търсене на слаби точки във фронтовата линия на 101-ва въздушнодесантна бригада. Повечето от атаките са отблъснати, но въздушнодесантният батальон Юнгвирт, подкрепен от рота ягдпантери от 559-и щурмови батальон, затварят отново пътя, този път при Коеверинг, южно от Вегел. Хорокс и Демпси се оказват отрязани от 30-и корпус. Бойна група Валтер започва отстъпление, след като 11-а бронетанкова дивизия превзема Деурн, източно от Хелмонд, отваряйки път за настъпление на 8-и корпус.

### Ден 9: понеделник, 25 септември 1944
В 2 часа сутринта на 25 септември 43-та дивизия пресича Долен Рейн. Лодките са достатъчни само за 2 роти или 350 души. Задачата е поверена на 4-ти батальон от Дорсетския полк. Мястото на преминаването е неправилно избрано и те се оказват срещу подготвени германски позиции. 315 войника достигат брега, но само 75 достигат Остербек. Бойна група фон Тетау пленява 140 души, включително батальонния командир.
Следобед германците провеждат атака с подкрепата на „кралските тигри“ от 506-и тежкотанков батальон. Те навлизат дълбоко в позициите на Ъркърт и заплашват да обкръжат 1-ва въздушнодесантна дивизия. Благодарение на артилерията и 81 извършени излитания на 2-ра тактическа авиогрупа британците успяват да удържат и този ден.
В 21 часа започва операция „Берлин“ по изтеглянето на частите от Арнем и Остербек. Евакуацията се провежда под прикритието на силен артилерийски обстрел от страна на 30-и корпус и 43-та дивизия, който продължава 11 часа. Четири инженерни роти участват в нея: две роти от Кралските канадски инженери с 21 лодки и още две – от Кралските инженери с 16 лодки. След провала на „Маркет Гардън“, евакуацията е далеч по-успешна. В мрак и непрекъснат пороен дъжд, 37 лодки сноват непрекъснато между двата бряга на Рейн, спасявайки бойците от 1-ва парашутна дивизия.
Тежко ранените бойци са изоставени, защото немските танкове се отправят към мястото на евакуацията. Спасени са 2163 мъже (от над 10 000 в началото), сред които е и изтощеният генерал Ъркърт. В родината им ги посрещат като герои, но много войници не се завръщат в родината.

## Край на операцията
Освен неуспешния край на операцията, Арнем остава в ръцете на германците, а войната продължава и след Коледа. Провалът доказва, че скептично настроените преди операцията генерали са били прави.
Операцията води до големи загуби сред антихитлеристките въздушнодесантни части. След като офанзивните операции спират, на тях им се налага да заемат защитни позиции – роля, за която те не са екипирани. За да осъществят последвалите две офанзиви и да компенсират загубите понесени при операция „Маркет Гардън“, са прехвърлени части от фронта край Аахен и от Ардените. Германците се възползват от това и през декември 1944 г. стартират Арденската офанзива.
Откриването на плановете на операцията в един от свалените глайдери дава на германците безценно преимущество. Те им разкриват целите, разписанието и защитните мероприятия.
Операцията е резултат от стратегически дебати сред най-високите нива на антихитлеристкото командване в Европа. След края на битката антихитлеристката стратегия и тактика са широко разисквани. Операция „Маркет Гардън“ остава спорна битка по няколко причини.

### Оптимистично планиране
Сред най-спорните аспекти на плана е необходимостта всички големи мостове да бъдат превзети, за да бъде операцията успешна. Малко подготовка е извършена в случай, че някои от мостовете са взривени. Теренът също е неподходящ за мисията на 30-и корпус. По тази причина е странно, че планът не включва пленяването на всичките важни мостове чрез спускане на десантните части над тях. В случая при Вегел и Граве, където това е направено, мостовете са превзети само с няколко изстрела. Американската 82-ра дивизия е спусната при височините край Грусбек, на няколко мили от моста при Неймеген. Смята се, че изграждането на защитна позиция на възвишението е необходимо за задържането на пътния коридор. Комбинирано със забавянето на 1-ва въздушнодесантна дивизия при Арнем, оставя моста отворен за преминаване на войски, което дава на германците няколко часа да укрепят позициите си край моста.
Действията на 30-и корпус също са поставени под въпрос. Те не тръгват до следобеда на първия ден и са забавени от германски групи, и от нуждата инженери да заменят унищожения мост при Сон. Те достигат Неймеген на 19 септември, като по план е трябвало да бъдат в Арнем същия следобед. Това голямо непредвидено забавяне идва от нуждата да подкрепят нападението на 82-ра дивизия срещу Неймеген и мостовете там. След като реката е премината гвардейците изчакват 18 часа преди да продължат настъплението.

### Приоритет на операцията
Няколко седмици преди да бъде завършен планът на операцията, британците превземат Антверпен и важното му пристанище. Това потенциално може силно да съкрати антихитлеристките продоволствени линии и да вкарва в капан 15-а армия на фон Занген (наброяваща 80 000 души) в южната страна на устието на река Шелд. Тъй като продоволствията са пренасочени за операция „Маркет Гардън“, 1-ва канадска армия остава при Антверпен и войниците на фон Занген заедно с голяма част от тежката си екипировка, включително артилерията, преминават с лодки до полуостров Южен Бевеленд. Като резултат от Маркет-Гардън, пристанището при Антверпен не започва да работи до 28 ноември.

### Нереализирани тактически инициативи
Мостът при Арнем не е единственият достъпен за пресичане на Рейн. При Дрил има ферибот (унищожен при боевете за хълма Вестербоинг на 21 септември). Парашутистите на Фрост са можели да подсигурят него вместо моста при Арнем, което напълно би променило развоя на битката. В този случай цялата 1-ва бригада е щяла да се концентрира в защитата на височините при Остербек, а 30-и корпус при настъплението си на север е щял да подсигури южния бряг.
Командващият на 30-и корпус разглежда и друг развой на събитията. На около 25 километра на запад се намира друг мост подобен на този при Арнем, при Ренен. За него се предполага, че ще е незащитен, тъй като всички усилия са насочени към Остербек. Това е така, но корпусът не получава заповед да превземе моста, а това би им дало възможност да минат в гръб на германските части.
Командирът на полк въздушнопреносима пехота иска малка част с глайдери да бъде спусната от южната страна на моста при Арнем, за да бъде пленен бързо, но му е отказано.
Командирът на британската 52-ра пехотна дивизия моли началниците си да позволят на глайдери да спуснат бригада, за да подкрепят генерал Ъркърт, но му е отказано. Друг вариант предвижда спускането им на летище край Граве, за да подкрепят 82-ра въздушнодесантна дивизия, което би ѝ позволило да достигне по-рано до Арнем.
Полската 1-ва парашутна бригада с командващ генерал Станислав Сосабовски е готова да опита опасен скок в мъглата, която забавя участието им в битката, но получава отказ.

### Нидерландската съпротива
Нидерландската съпротива е игнорирана от британските части при Арнем, въпреки че те работят заедно с американските въздушнодесантни дивизии. Това се дължи на пълното компрометиране на британската шпионска мрежа в Нидерландия, което е открито през април 1944 г. Британците предполагат, че същото важи и за нидерландската съпротива, и решават да ограничат всеки контакт с цивилните. Американските части, които нямат такъв неприятен опит, се възползват от помощта на нидерландците. Оказва се, че информацията за ферибота при Дрил или подземната тайна телефонна мрежа са можели да променят изхода на битката, особено когато антихитлеристката радио екипировка непрекъснато дава неизправности и се налага използването на куриери. Също така телефонната мрежа е щяла да даде на 30-и корпус и главното командване на военновъздушните сили информация за бедствената ситуация в Арнем.

## Загуби
| Жертви     | Убити                                | Ранени      | Безследно изчезнали | Сбор   | Общо загуби |
| ---------- | ------------------------------------ | ----------- | ------------------- | ------ | ----------- |
| Германци   | 2000 прибл.                          | 6000 прибл. |                     | 8000   | 8000        |
| Британци   | 1130 (Маркет) + 5354 (Гардън) = 6484 |             | +6946               | 13 785 | 17 827      |
| Американци | 558                                  |             |                     | 3664   | 17 827      |
| Поляци     | 93 парашутисти и 3 пилоти            | 276         |                     | 372    | 17 827      |

| „ | 1-ва полска въздушнодесантна бригада губи 378 души. Двете американски въздушнодесантни дивизии губят общо 3664 души (1432 от 82-ра дивизия, 2110 от 101-ва дивизия и 122 пилота на глайдери)... общите загуби на 1-ви въздушнодесантен корпус възлизат на 6858 души. Загубите на 2-ра британска армия са по-трудни за определяне, но едно изследване ги определя около 5354 включвайки 1480 на 30-и корпус, което дава общ брой загуби на Антихитлеристите от 16 805... Фелдмаршал Модел оценява германските загуби по време на операция „Маркет Гардън“ на около 3300 души, но по-късни изчисления ги определят около 2000 убити и 6000 ранени. | “ |

Към загубите на загинали немски и антихитлеристки войници, не са прибавени жертвите, дадени от местното нидерландско население.

## Книги, кино и компютърни игри
Писателят Корнелиъс Райън написва книгата Недостижимият мост – исторически роман, посветен на операцията. Книгата служи като база за написването на сценарий за едноименния филм, режисиран от Ричард Атънбъро и с участие на цяла плеяда от филмови звезди:
- Лорънс Оливие (четирикратен носител на академична награда „Оскар“)
- Шон Конъри (носител на „Оскар“)
- Антъни Хопкинс (носител на „Оскар“)
- Майкъл Кейн (двукратен носител на „Оскар“)
- Джеймс Каан (носител на „Оскар“)
- Робърт Редфорд (двукратен носител на „Оскар“)
- Джин Хекман (двукратен носител на „Оскар“)
- Райън О'Нийл (носител на „Оскар“)
- Дърк Богард

и много други.
Генерал Джон Уинтроп-младши, който води 4-та парашутна бригада, написва книгата I Was a Stranger (1977), описваща участието му в операцията.
Първият филм, посветен на битката, е Theirs is the Glory от 1946 г. Факти от операцията са използвани в създаването на четвърти епизод на минисериала Братя по оръжие (Band of Brothers), продуциран от легендите Стивън Спилбърг и Том Ханкс.
Има и много компютърни игри, посветени на операцията:
- Стратегическата игра Close Combat: A Bridge Too Far, разработена от компанията Майкрософт.
- Софтуерната компания „Матрикс“ издава Airborne Assault: Highway to the Reich, последвана от разработената от THQ – Company of Heroes: Opposing Fronts.
- Играта Panzer General, включва в сценария си и част от операцията „Маркет Гардън“.

Битката е обрисувана и в някои нива на играта Братя по оръжие: Магистрала към ада (която излиза за платформите – PS3, PC, и Xbox).
- Други игри използват части от операцията в някои от нивата си, като например:
- Battlefield 1942
- „Медал за храброст: Фронтова линия“
- „Медал за храброст: Преден отряд“
- „Медал за храброст: Въздушно преносим“
- Call of Duty: United Offensive
- Return to Castle Wolfenstein

През 2006 г. известният режисьор Пол Верховен създава филма „Черната книга“ (Zwartboek), една история за нидерландско еврейско момиче, което оцелява при окупацията на Нидерландия. Във филма са застъпени моменти от операция „Маркет Гардън“, през септември 1944.